# 廷伯 (密蘇里州)
廷伯（英語：Timber）是位於美國密蘇里州香農縣的非建制地區。

## 歷史
廷伯的郵局於1894年設立，其後於1954年停運。

## 地理
廷伯所處的海拔為高於海平面336米（即1102英呎），而該地所採用的時區為UTC-6，即北美中部時區（CST）。同時該地設有夏令時間，為UTC-6調快一小時，即UTC-5（CDT）。